# 船帆座脉冲星
船帆座脈衝星（PSR J0835-4510 或 PSR B0833-45）是一個發射電波、可見光、X射線、和γ射線的脈衝星，並且和船帆座的船帆座超新星殘骸相關聯。它的母恆星是距離地球大約800光年，大約在11,000-12,300年前爆發的II型超新星。

## 特性
船帆座脈衝星是天空中最亮的脈衝星（在電波頻率），每秒鐘旋轉11.195次（也就是89.33毫秒，在發現當時是已知周期最短的），並且估計超新星爆炸殘骸以1,200 km/s（750 mi/s）向外移動。它是所有已知可見光脈衝星中第三亮的（視星等23.6等），每一次電波脈衝會有兩次光學脈衝。船帆座脈衝星是高能伽瑪射線天空中現存最亮且持久的天體。

## 自轉突變
自轉突變是脈衝星旋轉時突然的改變轉速。船帆座脈衝星是所有自轉突變中最有名的，平均每三年發生一次改變。目前尚無法預測自轉突變。
2016年12月12日，首次用足夠大的單脈衝電波望遠鏡（澳洲普萊森特山電波天文台的26公尺望遠鏡）直接觀察到。這次的觀測表明，這顆脈衝星是無效的（即沒有脈衝），但之前的脈衝非常廣泛，並且後續的兩個脈衝具有低线性偏振。看起來，自轉突變的過程的發生花不到5秒鐘的時間。

## 研究活動
1968年，雪梨大學的天文學家找到了船帆座脈衝星與船帆座超新星殘骸的關聯性，是超新星形成中子星的直接觀測證據。
凱洛洛（Kellogg）等人與烏呼魯衛星太空船在1970-71間的資料進行的研究顯示，船帆座脈衝星和船帆座X是分離，但在空間上有關聯的天體。船帆座X這個術語愈來描述整個超新星殘骸。魏勒（Weiler）和帕納吉亞（Panagia）在1980年確定船帆座X實際上是一個脈衝星風雲。它包含在微弱的超新星殘骸中，由脈衝星釋放的能量驅動。

## 名稱
這個脈衝星有時被稱為船帆座X，但船帆座X既不是船帆座脈衝星，也不是船帆座X星雲。在1956-57年，使用米爾斯十字望遠鏡對船帆座和船尾座的區域進行電波觀察，確定了三個強大的電波源：船帆座X，船帆座Y，和船帆座Z。這些電波源在觀測上接近船尾座A超新星殘骸，而該殘骸也是一個強大的X射線和電波源。
無論是船帆座脈衝星或任何相關聯的星雲都不應與船帆座X-1混為一談。後者是一個在觀測上位置接近，但毫無關連性的高質量X射線聯星系統。

## 在音樂中
船帆座脈衝星和脈衝星PSR B0329+54的排放量被法國作曲家Gérard Grisey 轉換成可聽見的聲音，並用於他的作品Le noir de l'étoile（1989–90）。

## 圖集

來自船帆座脈衝星的伽瑪射線脈衝循環。
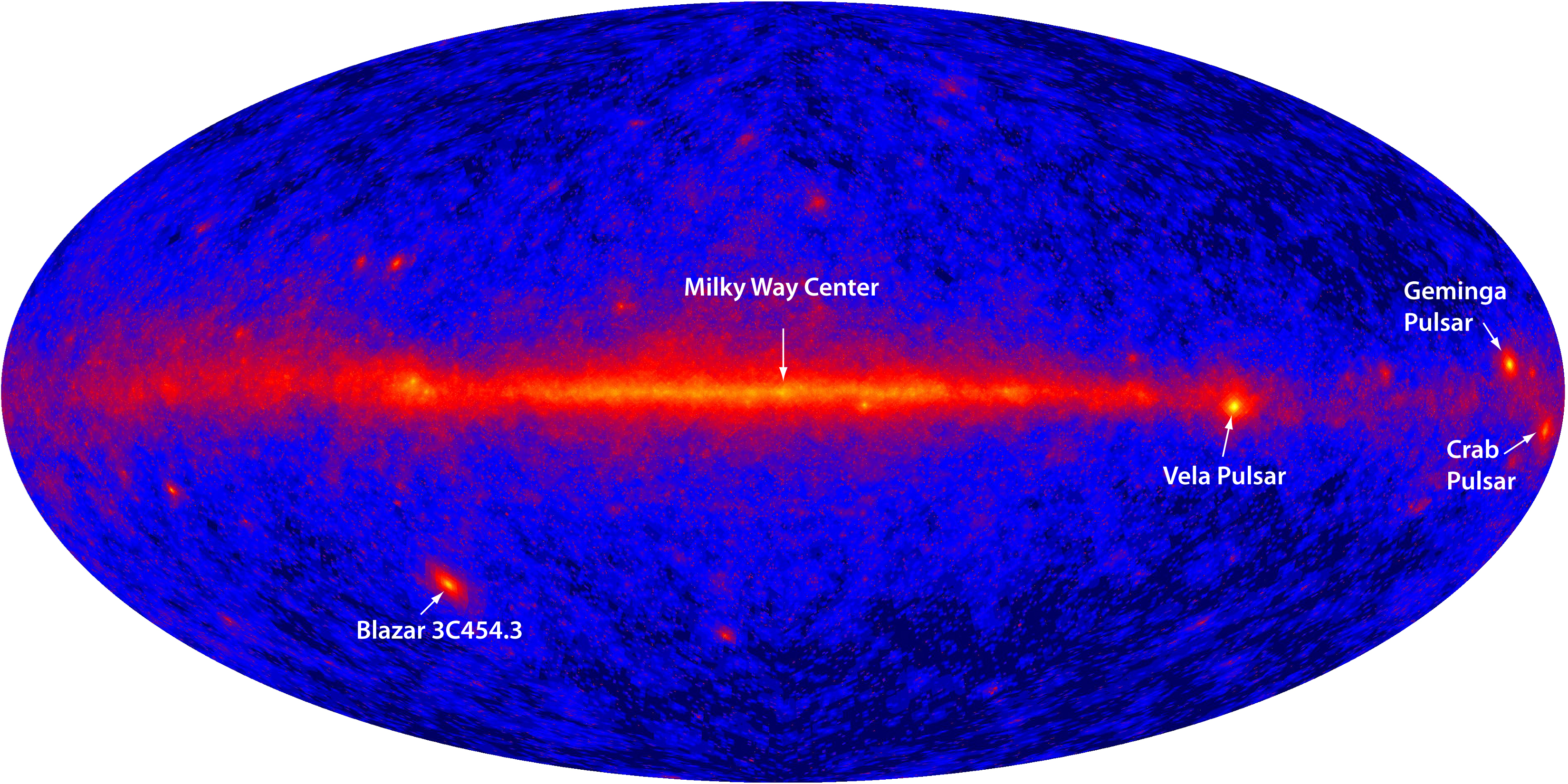
船帆座脈衝星在銀河系中的位置。
- 由八幅船帆座脈衝星圖像組成的循環影片。

## 外部連結
- Vela Pulsar （页面存档备份，存于） at SIMBAD
- Vela Pulsar at NASA/IPAC Extragalactic Database